# North Acomita Village
North Acomita Village ist ein Dorf im US-Bundesstaat New Mexico im Cibola County. Das U.S. Census Bureau hat bei der Volkszählung 2020 eine Einwohnerzahl von 357 ermittelt.
North Acomita Village hat eine Fläche von 7,2 km². Die Bevölkerungsdichte liegt bei 50 Einwohnern je km². Die Koordinaten sind 35°4'4" Nord, 107°33'55" West.